# Gräslobelia
Gräslobelia (Lobelia kalmii) är en klockväxtart som beskrevs av Carl von Linné. Enligt Catalogue of Life ingår Gräslobelia i släktet lobelior och familjen klockväxter, men enligt Dyntaxa är tillhörigheten istället släktet lobelior och familjen klockväxter. Arten förekommer tillfälligt i Sverige, men reproducerar sig inte. Inga underarter finns listade i Catalogue of Life.

## Bildgalleri

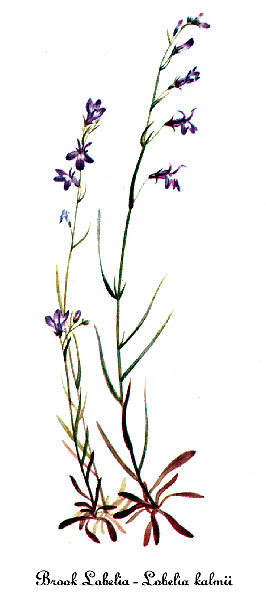
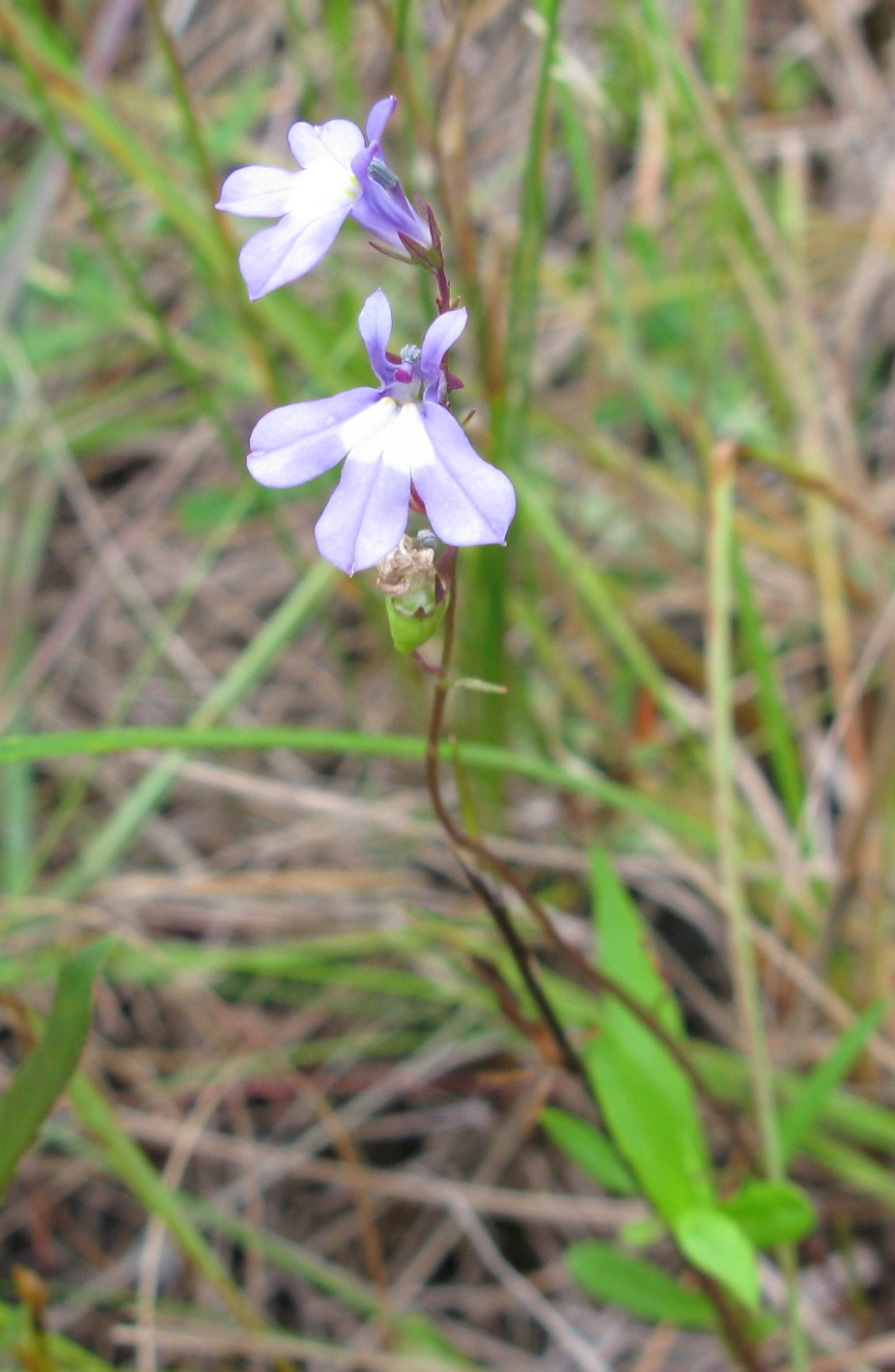